# Ranunculus haastii
Ranunculus haastii (Engels: Haast’s buttercup) is een plant uit de ranonkelfamilie (Ranunculaceae). Het is een stevig uitziende zomergroene overblijvende plant. De plant bereikt een groeihoogte van 50 tot 150 millimeter. De wortelstok is vlezig en vertakt zich vaak. Ook de grijsgroene bladeren zijn vlezig en wanneer deze beschadigen, komt er een kleverige en melkachtige latex vrij. De plant heeft geelkleurige bloemen en bloeit tussen september en december.
De soort komt voor op het Zuidereiland in Nieuw-Zeeland, aan de oostelijke kant tussen zuidelijk Marlborough via Canterbury tot aan de Ben Ohau Range. Hij groeit daar in hoogalpiene omgevingen op fijnkorrelige puinhellingen met grind.
... · 
R. acris (Scherpe boterbloem) · 
R. aquatilis (Fijne waterranonkel) · 
R. aquatilis var. aquatilis · 
R. aquatilis var. diffusus (Haarbladwaterranonkel) · 
R. arvensis (Akkerboterbloem) · 
R. auricomus (Gulden boterbloem) · 
R. baudotii (Zilte waterranonkel) · 
R. bulbosus (Knolboterbloem) · 
R. circinatus (Stijve waterranonkel) · 
R. flammula (Egelboterbloem) · 
R. fluitans (Vlottende waterranonkel) · 
R. glacialis (Gletsjerboterbloem) · 
R. gramineus (Grasbladige boterbloem) · 
R. hederaceus (Klimopwaterranonkel) · 
R. kuepferi · 
R. lingua (Grote boterbloem) · 
R. lyallii · 
R. ololeucos (Witte waterranonkel) · 
R. omiophyllus (Drijvende waterranonkel) · 
R. peltatus (Grote waterranonkel) · 
R. penicillatus (Penseelbladige waterranonkel) · 
R. platanifolius (Witte boterbloem) · 
R. polyanthemos · 
R. polyanthemos subsp. nemorosus (Bosboterbloem) · 
R. polyanthemos subsp. polyanthemoides (Kalkboterbloem) · 
R. pygmaeus (Dwergboterbloem) · 
R. pyrenaeus (Pyrenese boterbloem) · 
R. repens (Kruipende boterbloem) · 
R. sardous (Behaarde boterbloem) · 
R. sceleratus (Blaartrekkende boterbloem) · 
R. trichophyllus (Kleine waterranonkel) · 
R. thora (Gifboterbloem) · 
R. tripartitus (Driedelige waterranonkel) · 
...